# Christian Friedrich Georg Berwald
Christian Friedrich Georg Berwald, född 14 augusti 1740 i Hohenaspe, död 23 februari 1825 i Tyska S:ta Gertruds församling, Stockholm, var en svensk violinist, son till Johann Friedrich Berwald i tyska musiksläkten Berwald.

## Biografi
Berwald studerade för Franz Benda i Berlin under 1760-talet. Han var violinist vid Fredrik den stores hov. År 1772 slog han sig ner i Stockholm där han var hovkapellist 1773-1806. Han var också lärare och grundare av ett musikbibliotek.
I sitt andra äktenskap, med Brita Agneta Brunau (1765-1809) hade han fem barn: Franz Adolf, Christian August, Charlotte, Caroline och Hedda.